# Rhaphium shamshevi
Rhaphium shamshevi är en tvåvingeart som beskrevs av Grichanov 1995. Rhaphium shamshevi ingår i släktet Rhaphium och familjen styltflugor. Inga underarter finns listade i Catalogue of Life.